# Acylomus ruficornis
Acylomus ruficornis is een keversoort uit de familie glanzende bloemkevers (Phalacridae). De wetenschappelijke naam van de soort werd in 2002 gepubliceerd door Švec.